# Blakstad
Blakstad is een plaats in de Noorse gemeente Froland, provincie Agder. Blakstad telt 2463 inwoners (2013) en heeft een oppervlakte van 2,06 km². In Blakstad staat het gemeentehuis van Froland. 

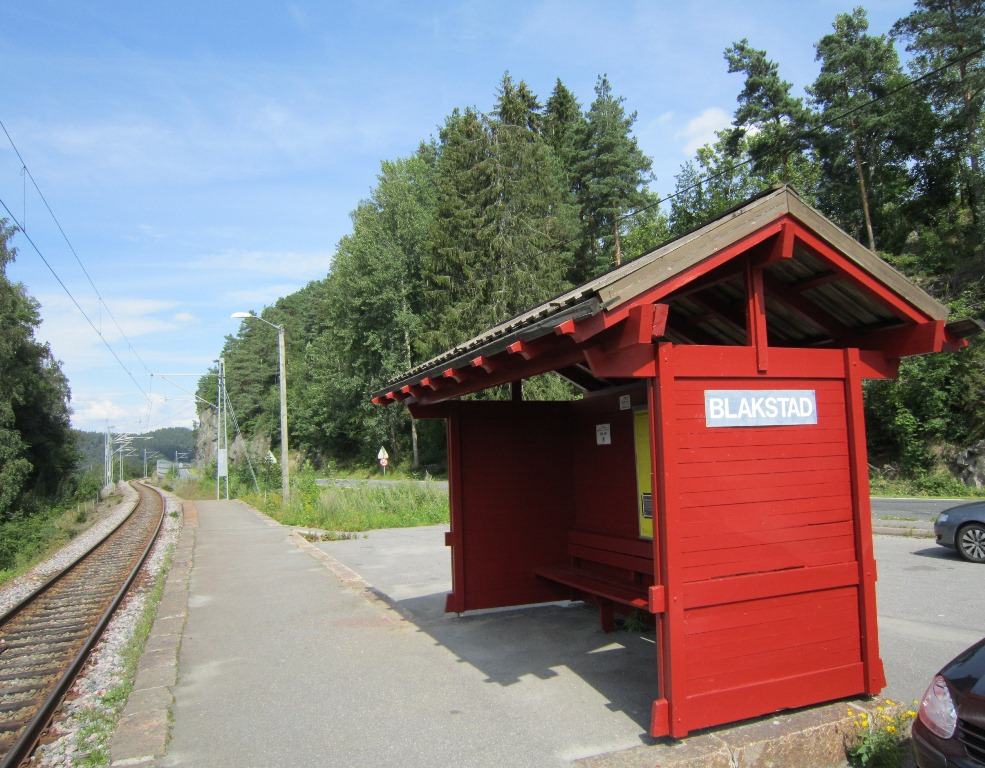
De stopplaats Blakstad

Het dorp ligt aan de Nidelva en de Arendalsbanen. Tot 1989 had de plaats een station, sindsdien is er een simpele stopplaats. Fylkesvei 42, de weg van Arendal naar Egersund loopt door Blakstad.
Het dorp heeft een school voor voortgezet onderwijs, gesticht in 1933,  die leerlingen trekt uit de wijde omgeving. 